# Хорхе Фуентес
Хорхе Фуентес Монсонис-Вилайонга е испански дипломат.
Завършва политически науки и икономика, а също и право.
Посланик е в България от 1993 до 1997 година и от 2007 г. Награден с Орден „Мадарски конник“ и Орден „Стара Планина“, първа степен.